# 羚角密刺蟹
羚角密刺蟹（学名：Pleistacantha oryx）为蜘蛛蟹科密刺蟹属的动物。分布于日本、菲律宾、安达曼海，包括广东、东海等海域，生活环境为海水，一般生活于100-300米水深的泥以及沙及贝壳质海底。